# Tambura
A tambura a hosszúnyakú lantok családjába tartozó pengetős hangszer. A tambura-típusú hangszereket a világ számos országában ismerik, egymástól eltérő, de felépítésében és használatában hasonló változatokban – Kínától az Adriáig, Oroszországtól Észak-Afrikáig. Európában leginkább a magyarok, horvátok és a szerbek használják mint népi hangszert. A ma használatos közép- és dél-európai tamburák Magyarországon alakultak ki a 19. század végén, budapesti hangszerkészítők munkája nyomán.
A hangszer neve feltehetően a perzsa „tn” szóból ered, ami húrt jelent. Az évszázadok alatt különböző hangszereket jelöltek ezzel a névvel, így a 17. században Comenius írta róla: „A tombora áll húrokból, melyek húr tekerő szegecskékkel megvonattatnak.” A 18. században pedig a következőképp jellemzik: „Egy csigahaj, melyből tomborát csinálnak.” A „tombora” nevet hazánkban először Balla Antal jegyezte föl A Hang című tanulmányában 1744–1809 között.
Magyarországon több megnevezése is elterjedt. Az Alföldön citerának vagy tökciturának (Szeged), Kecskeméten nótafának is hívják. A Duna–Tisza közén szintén előfordul hogy a citerával azonosítják, de leginkább annak nagyobb változatát nevezik így. Legáltalánosabb mégis az a forma, amelynek körte alakú testét elöl falappal fedik le, és abból indul a vékony és viszonylag rövid nyak. A zenekari igényeknek megfelelve a 19. században kialakult hangszercsalád tagjai hol a vonós cigánybanda, hol pedig a rezesbanda hangszereiről vették át nevüket: „kontra”, „brács”, „cselló”, „basszprím”, „prím”. A hangszer három fő részből áll, melyek formája és mérete egyes tamburatípusoknál eltérő lehet: fej, nyak, test (korpusz), amely két fő részből áll, a fedőlapból és a hasból.

## Története
Őse az indiai hosszú nyakú pengetős lant, a tamburi, vagy más néven tanpur, illetve ennek kelet-turkesztáni változata. A hangszert már az ókori Mezopotámiában is ismerték, és onnan került Egyiptomba. Később megtalálhatjuk Théba képzőművészeti emlékein, majd az ógörögöknél, és a rómaiaknál is találkozhatunk rokon hangszerekkel.

A X. században az arab al-Fárábi már beszámol a tambura különböző változatairól és a bagdadi tambura méreteiről. Európában első írásos említése egy törökországi francia konzul N. Miklós által írott dokumentumban szerepel 1551-ből; Boszniában feljegyzett egy érdekes szólóhangszert, amely a boszniai janicsárok egyik kedvelt énekét kísérő hangszere volt, s mivel szólóhangszerként alkalmazták, samica néven vált ismertté. A kontinensre az arab kultúra közvetítésével két úton jutott el:
- az egyik Dél-Itálián és Szicílián keresztül Spanyolországig vezetett: a gitár Spanyolországban és mandolin Olaszországban;
- a másik a Balkánon keresztül Délkelet-Európáig vezetett: Bulgáriában létrejött a pandura, Ukrajnában a bandura, míg Oroszországban a balalajka és a domra

Közép-Európában a hangszer perzsa–arab változata terjedt el, mely valószínűleg török közvetítéssel került előbb Dél-Európába a 16–17. század század folyamán, és később onnan a felhúzódó népességgel Magyarországra. Egészen a 19. századig egymagában, énekkísérő hangszerként (tambura samica) használták, és csak a század második felére jelentek meg tamburazenekarok a mai Magyarország alföldi részein, Szlavóniában és a Vajdaságban. Virágkorát a 19.–20. században élte. Mára Magyarországon visszaszorult: főként a horvátok és a vajdasági szerbek használják, de akadnak még magyar tamburazenekarok is.

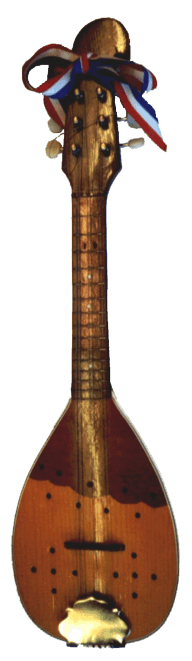
Horvát prím tambura (bisernica)

Különféle változataiban a világ számos országában használják ma is. Perzsiában és Turkesztánban tambur, Örményországban és a Kaukázusban tanpur vagy tambur néven ismerik, és vonós hangszerré módosult. Tamburaszerű hangszer megtalálható az ujguroknál, ilyen a tambur, a koboz és a dutár, a mongoloknál a sansian, a kazakoknál a dumbra és a tádzsikoknál a dombrata és a dumbrak. Ezen belső-ázsiai változatokból fejlődött ki később az európai gitár, a mandolin, a buzuki, a macedón és a bolgár tambura is.

### Elnevezése
A tambura szó feltehetően a perzsa „tn” szóból ered, ami húrt jelent. Az évszázadok alatt különböző hangszereket jelöltek ezzel a névvel, így a 17. században Comenius írja róla: „A tombora áll húrokból, melyek húr tekerő szegecskékkel megvonattatnak.” A 18. században pedig a következőképp jellemzik: „Egy csigahaj, melyből tomborát csinálnak.” A „tombora” nevet hazánkban először Balla Antal jegyezte föl „A Hang” című tanulmányában 1744–1809 között.
Magyarországon több megnevezése is elterjedt. Az Alföldön citerának vagy tökciturának (Szeged), Kecskeméten nótafának is hívják. A Duna–Tisza közén szintén előfordul hogy a citerával azonosítják, de leginkább annak nagyobb változatát nevezik így. Legáltalánosabb mégis az a forma, amelynek körte alakú testét elöl falappal fedik le, és abból indul a vékony és viszonylag rövid nyak. A zenekari igényeknek megfelelve a 19. században kialakult hangszercsalád tagjai hol a vonós cigánybanda, hol pedig a rezesbanda hangszereiről vették át nevüket - „kontra”, „brács”, „cselló”, „basszprím”, „prím”.

## Elterjedési területe
A tamburazenekarok gyakran zenész cigányokból álltak, akik akár három-négy féle nemzet repertoárját is játszották (magyar, horvát, szerb, sváb). Az elterjedési területén ugyanolyan rangja volt a tamburazenekarnak, mint a cigányzenekarnak. Megjelent a lakodalmakban, a városi mulatságokban és csárdákban is. Európában ma főleg a horvátok körében használatos nemzeti hangszer, mindenhol ismerik és használják, ugyanakkor leginkább Szlavóniában épült be a népzenébe. Magyarországon szinte teljesen eltűnt a köztudatból, habár még előfordul használata néhány településen (például Dávod, Báta, Bátmonostor, Mohács) és olykor felbukkan a táncházakban is. A Vajdaságban újra kezd feléledni a tamburás hagyományok ápolása mind magyar, mind pedig szerb részről.

### Közép-Európa

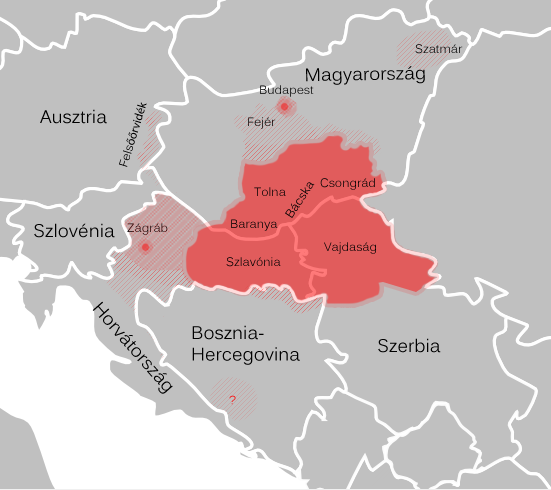
A „közép-európai” tambura elterjedési területe.

- Horvátország, leginkább szlavóniai része (horvátok, magyarok)
- Bosznia-Hercegovina (horvátok)
- Magyarország (horvátok, sokácok, baranyai bosnyákok, bunyevácok, magyarok, szerbek, romák)
- Szerbia vajdasági része (horvátok, szerbek, magyarok, ruszinok, romák, románok)
- Ausztria burgenlandi része (horvátok)

A Vajdaságban elismertek a péterrévei, moholi, csantavéri, újvidéki, becskereki, nagykikindai, és a szabadkai tamburások. Horvátországban a magyarok körében főleg Kórógy és Szentlászló vidékén terjedt el hangszert, de a horvátok körében is leginkább ezen a tájon használatos (Szlavónia).

### Magyarország
Magyarországon leginkább az Alföldön és határán használták, és néhol használják ma is, sőt az első világháborúig számos banda játszott még Budapesten, Bécsben (1 magyar, 1 horvát és 1 szerb zenekar) és Pozsonyban is. Ugyanakkor a népzenei kutatásokban kevés szerepet játszott a tambura, így több helyen is kihalt a hagyománya anélkül, hogy alapos kutatás, vagy egyáltalán bármiféle kutatás tárgya lett volna. Ilyen tájegységek Somogy, Zalai-dombság és Mezőföld is, ahonnan kevés hangzó anyag maradt fenn. Szintén az előbb említett okból a magyar tamburás zenének nincs számottevő irodalma Magyarországon.

A magyar tamburadialektusokat 7-8 egységre lehet bontani, ezek:
- bácskai Dunamente
- sárközi
  - sárpilisi
- kalocsai
- mezőföldi (szinte teljesen kihalt)
- somogyi, zalai (teljesen kihalt)
- vajdasági (tisza-melléki)
- szlavóniai
- nem külön dialektus, de Szatmárban is előfordul a cigányok körében

Híresek a bajai, dávodi, bátmonstori, bogyiszlói, mohácsi, pécsi, sükösdi, bátai tamburások, de meg kell említeni a kalocsaiakat a baranyai horvát és a szentendrei szerb tamburásokat is.
Az 1896-os budapesti millenniumi világkiállításon a bajai tamburazenekar is fellépett. A szájhagyomány szerint Erzsébet királyné és I. Ferenc József király is egy-egy 20 koronás aranyat adott nekik tetszésüket kifejezve.
Kevéssé ismert tény az is, hogy 1906-ban, II. Rákóczi Ferenc újratemetésén a gyászmenetben tamburások is zenéltek (szintén a bajai tamburások).

## A tambura felépítése és készítése

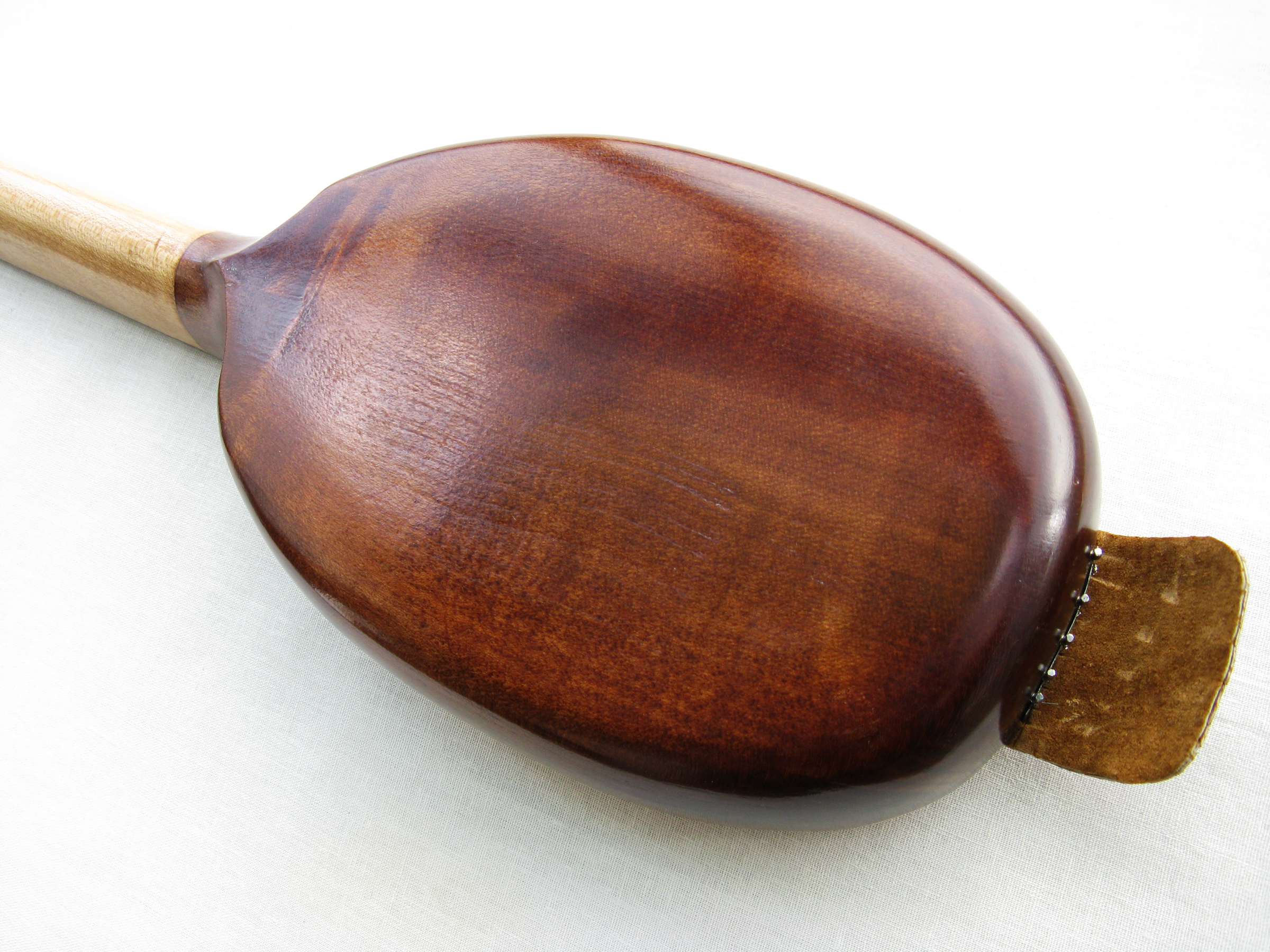
A prímtambura hasa

A hangszer három fő részből áll, melyek formája és mérete egyes tamburatípusoknál eltérő lehet.
- Fej
- Nyak
- Test (korpusz), amely két fő részből áll:
  - Fedőlap
  - Has

A prímtambura ovális alakú testtel és hosszúkás nyakával leginkább egy hosszában elhasított lopótökhöz hasonlít. Mérete 37–65 cm, melynek körülbelül 1/3-a a hangszekrény (test). Ennek alsó részét, a hasat, általában körte-, alma-, barack-, meggy-, cseresznye-, hársfából készítik, és 2-3 évig szárítják. Manapság már puhafából is (fenyőfa, borókafa) csinálják.

### A tambura készítésének folyamata
A megfelelő nagyságúra fűrészelt fatömbre a hangszerkészítő mester először rárajzolja a tambura ovális testét, nyakát és a fejet. A testet egyenletesen 3–5 mm vastagságúra kivájja és a nyakkal szemközti oldalon 2 cm-nyi vastagodást hagy a húrtartó szegek számára – ezzel elkészítve a hangszekrényt. Az így kapott félkész testet fareszelővel és csiszolópapírral simára csiszolja. A hangszekrényre egy puhább fából lombfűrésszel fedőlapot vág, amit szintén simára csiszol. Négy helyen 5-7 lyukat fúr – hogy a hangszernek hangja legyen. Enyvvel (vagy más faragasztóval) odaragasztja és satuba fogja. A tambura testét manapság nem vésik, hanem vékony, hajlított falemezekből rakják össze.
A fent elvégzettek után a mester megformálja a hangszer nyakát és fejét. A nyak alul félhengeres, felül lapos. Felső részére kerül a fogólap, amit fekete ébenfából vagy feketére pácolt keményfából készítenek. A fogólap egy-egy hang fogáshelyét egy-egy fehér pont jelzi (kagylóhéj), amit viccesen szamárvezetőnek is hívnak. Elejére a lapos húremelő nyerget teszik, ami szintén a húrok megemelésére szolgál. A tambura testének végére (aljára) a húrtaró vas kerül. A fejen félcentis lyukakat fúr és bele keményfából készült fémkulcsokat (régebben fakulcsot) helyez (húrfeszítő gép).
A basszprím lehet gitárformájú, de (például Baján) készítenek körtealakút is. A kontra és a cselló gitár alakú. A tamburabőgő olyan, mint az általánosan használt bőgő, de a legtöbb esetben intarzia díszíti – ahogyan a többi tamburát is, illetve a fogólapon jelölve lehetnek a hangok helyei. A cselló, a kontra és a basszprím mérete 70–100 cm, a bőgő mérete akár 200 cm is lehet. Az ilyen nagyobb hangszereket már nem lehet egy darab fából kifaragni. Sablonnal több részét kivágják a megfelelő (körülbelül 4 cm vastag) fából és összeillesztik. A fedőlap közepére 5 cm átmérőjű hanglyukat vágnak – felragasztás előtt. Aljára vékony tartófákat helyeznek keresztirányba, hogy erősebb legyen a hangszer tartása. Az oldalakat 6–7 cm széles facsíkokból készítik, gőz fölött formálják meg a sablon alapján. A hangszer darabjait a sablonon összeillesztik és összeragasztják. A tambura nyakát keményfából kifaragják – körülbelül fél méter hosszúra, majd a testhez ragasztják. A fogólap, a húrfeszítőgép és a húrtartó vas felszerelése hasonlóan történik, mint a prímtamburánál. A fej általában csigaformában végződött.
A régi típusú tamburákon nem volt kottalap (fogólap). Később már „hangjeleket” is alkalmaztak
(szamárvezetők), amelyek a még kezdő tamburásokat a hangok megtalálásában segítették. A  tamburákon a kottasor terjedelme körülbelül két oktáv, a basszprím illetve brácstamburán ez egy-másfél oktáv körül van, a bőgőn pedig kisszext.

### A tambura hangolása
A régebbi típusú tamburákat fából készült hegedűkulcs formájú csapokkal hangolták. Az újabb tamburákra fakulcs helyett ugyanolyan gépeket tesznek, mint a gitárra. A hangszer fejét eszerint laposra készítik. A hangszer kezdetben kettő vagy három húros volt és zeneileg igencsak behatárolt. Az 1900-as években Budapesten kifejlesztették a 4 húros kvarthangolású félkottás változatát, amely később elterjedt, s ennek köszönhetően létre jött a mai modern öthúros tamburák közvetlen elődje, amelynek minden más szólamhoz akadt megfelelő tagja (kétféle prímtambura, háromféle basszprím, brácsa, cselló és bőgő).
Manapság a hangszeren fémhúrokat használnak, bélhúrokat már nem. A magasabb hangokat a sima húr adja – mérete 0,24 mm-től 0,5 mm-ig terjed –, a mélyebbeket a sodort húr. A húrok száma általában 5, úgy, hogy az első húr meg van kettőzve (kivéve a bőgőn). Ezek tiszta kvart távolságra vannak hangolva, kivéve a kontrát, mely hangolása E-dúr akkordot ad.
Magyarországon háromféle skálázású tamburát különböztetnek meg: diatonikus, „duplakótás” és kromatikus. A duplakótás tambura érintői a kromatikusan berakott első öt után két sorban folytatódnak; a kettő együtt teszi ki a kromatikus hangsort úgy, hogy az első diatonikus sort a második kromatikussá egészíti ki. Egyik-egyik sor a fogólap szélétől kb. a közepéig ér. A kromatikus tambura kottái félhangonként követik egymást, és a fogólap (nyak) teljes szélességét átfogják.
A hangszer megszólaltatása régebben verővel (más néven picegető), újabban pengetővel történik (Dalmáciában vonóval).

#### Prímtambura
A prím tamburát hívják még tamburicának (Horvátország), vagy bisernicának (a Vajdaságban) is.
Régebben négy, az újabb változatokra öt húrt feszítenek. A négyhúros hangszereken hármat azonos magasságra, egyet a hangsor negyedik fokára hangolnak. Fejér vármegyében a régi tamburások a négy húr közül hármat a-ra, egyet pedig e-re hangoltak, a Szeged melletti Tápén d d d h a régi csapos tamburák hangolása.
A ma elterjedt öthúros prímtamburák hangolása:

#### Kontra

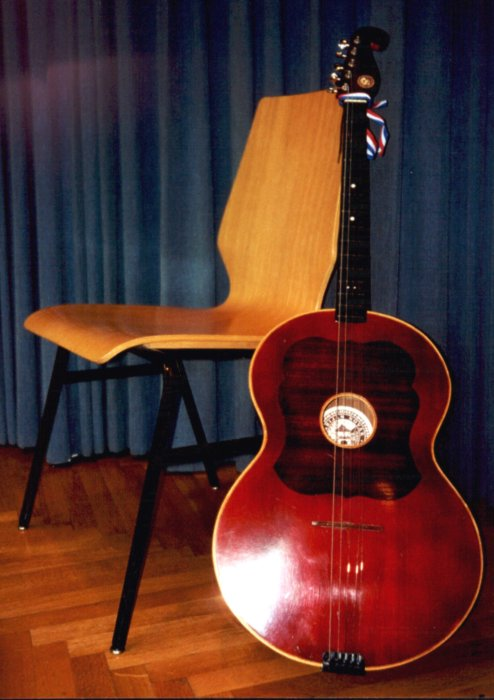
Kontra

Horvátul és szerbül bugarija vagy szintén kontra, magyarul még tamburabrácsnak vagy brácsónak is szokták hívni.

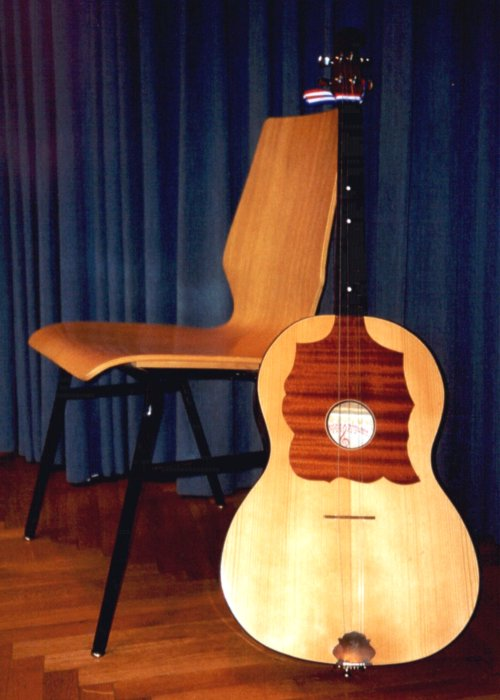
Cselló

Háromhúros:
- I.: h-d-g
- II.: g-h-d
- III.: f#-a-d

Négyhúros:
- I.: g-h-d-g
- II.: d-g-h-d
- III.: d-f#-a-d
- IV.:  e-g#-h-e

E-dúr, öthúros kontra:

#### Basszprím
Horvátul és szerbül basprim, vagy brač.
Háromhúros:
- I.: g-d-a
- II.: g-d-a
- III.: g-d-a

Négyhúros:
- I.: e-a-d-g
- II.: h-e-a-d
- III.: h-e-a-d
- IV.: f#-h-e-a

A-basszprím, öthúros:
E-basszprím, öthúros:

#### Tamburacselló
Horvátul és szerbül čelo.
Négyhúros:
vagy
Öthúros:

#### Tamburabőgő
Horvátul és szerbül bas vagy begeš.
Négyhúros:

### A tambura tartása és pengetése
Általánosságban elmondhatjuk, hogy tamburázni lehet állva, ülve és menet közben is. Ülve kényelmesebb a tartás és nehezebben is fárad el a zenész.
- A prímtamburát csípőjéhez szorítja a zenész, a pengetőt a mutató- és hüvelykujja közé fogja. Játék közben a dallamtól függően hol csak egyszerűen megpendíti a húrokat – fentről lefelé, hol pedig „pörget”. A másik kezével átfogja a hangszer nyakát – kissé hasonlóan, mint a hegedűn, az ujjak nem fekszenek teljesen a húrokra, mint a gitárnál – és az ujjak a húrokon „billegnek”.
- A basszprímes, kontrás vagy a csellós nehezebb hangszerét inkább ülve használja, vagy szíjjal a nyakába akasztja.
- A tamburabőgős állva tartja a hangszerét, fejmagasságban fogja a nyakat.

### Tamburatípusok
A török korban a tambura leginkább a mai Bosznia-Hercegovinában vált népszerűvé, ahonnan a törökök elől menekülő szlávok magukkal hozták a mai Magyarország területére is. A legrégebbről fennmaradt tambura 1847-ből való. Ez a 95 cm hosszú hangszer az eszéki Pajo Kolarić tulajdona volt. Makedóniában, Albániában és Boszniában a
tambura megőrizte a hagyományos alakját, míg Szlavóniában és Bácskában lényeges változásokon ment keresztül. A nagyzenekarok megjelenésével a tamburához hasonló, különböző méretű hangszerek jöttek létre. Az új hangszerek tervezése több szempont alapján történt: megpróbálták növelni a húrok számát, más hangolást használtak vagy a hangszer méretén változtattak. Így jöttek létre az olyan hangszerek, mint a basszprím, tambura-kontra, tambura-cselló és tamburabőgő.

## A tamburazenekar

### Történetük
Az első professzionális tamburazenekarokban kevés zenekari tag volt, ez minimum 3 maximum 8 zenészt jelentett. A professzionális zenészek általában különböző táncalkalmakon, éttermekben, kávéházakban stb. szórakoztatták a közönséget. Repertoárjuk igen széles volt, népzenei dallamokból és nótákból állt. A professzionális zenekarok általában terces, kvartettes vagy kvintettes felállásban játszottak:
- a tercet basszprímből, kontrából és bőgőből;
- a kvartett prímtamburából, tercbasszprímből, kontrából és bőgőből;
- a kvintett prímtamburából, prím- és tercbasszprímből, kontrából és bőgőből állt (a kvintes felállásnál az egyik basszprím helyét felválthatta egy tamburacselló is).

Az első professzionális tamburazenekarok a 19. század végén, 20. század
elején különböző nagyvárosok rádióállomásaihoz is kötődtek, mint Belgrád, Zágráb,
Újvidék. Kialakulásukra nagy hatással voltak az akkor már létező és jól működő vonós
cigánybandák (és részben rezesbandák). Ez észrevehető a tamburazenekarokban
használt hangszerneveken is: kontra, brács, basszprím. Az ilyen zenekaroknál már
gyakori szereplő volt a hegedű is, amely esetenként a prím helyét is átvehette. Helyi falusi tamburazenekarok Szlavónia, Baranya, Szerémség, Bácska és Bánát szinte összes falvában jelen voltak. Egy ilyen zenekar taglétszáma elérhette akár az 5 – 12, de néha a 15 – 25 főt is. Rengeteg újság és folyóirat segítette munkájukat, előrehaladásukat. A nagyobb településekről szakmai segítők, zenekarvezetők, karmesterek esetenként kottákkal, partitúrákkal, átiratokkal is segítették a kisebb tamburazenekarokat.
Az új, fejlesztett és módosított speciális hangszerekkel új tamburazenekari formák, rendszerek jöttek létre:
- kétszólamú, kvintes „Farkašev sistem“, amely Milutin Farkašról kapta a nevét, Horvátországban, Bosznia-Hercegovinában, Szlovéniában, az akkori Csehszlovákiában és a nyugati országokban terjedt el, kezdetekben egy első és második prímtamburából, három basszprímből, két kontrából és bőgőből állt
- háromszólamú, „kvartos” a 19. század végén Bácskában fejlődött ki: prím- terc-, harmadik, negyedik tambura, első és második basszprím és bőgő
- háromszólamú, kvintes rendszert Pera Ž. Ilić vezetett be 1897-ben: prím-, terctambura, első és második basszprím, tambura-cselló, kontra és bőgőből állt[6]

Az 1930-as évektől kezdve az utóbbi szisztéma lett a vezető a tamburazenében, amelyet elismert a Horvát Tamburaszövetség is. A háromszólamú, kvintes tamburák teljesen kiszorították a kétszólamú (Farkaš) tamburákat. Az utolsó rendszer ebben a sorban a négyszólamú, kvartos, amely a háromszólamúból fejlődött ki a 19. század végén Budapesten, s terjedt el a Bácskában és Szerémségben Bocán Lajos mesternek köszönhetően. Innen az elnevezés Srijemski sistem, amely egy prím-, terctamburából, basszprímből és tercbasszprímből, „E”-basszprímből, csellóból, kontrából és bőgőből áll. Egyes zenekarokban „A”-, illetve „H”-kontrát használtak, de mára az „E”-kontra lett a legnépszerűbb.
1958-ban Újvidéken megtartották a Tamburaszakértők első konferenciáját, amelyen elfogadták az összes tamburazenei rendszer önállóságát és a tamburazenekarok egyedi egységeinek megnevezését, amelyek a következők: első és második tambura, első és második brács (basszprím), „E”-brács, kontra, cselló és bőgő. Így kizárták az olyan megnevezéseket, mint „harmadik tambura” és čelović.

### A tamburazenekarok felépítése
Baján hagyományosan 6-10 főből áll egy zenekar a következőképp:
- 2-3 prímtamburás, terces
- 2-3 basszprímes, A- és E-hangolással
- 1-2 csellós
- 1-2 kontrás
- 1 bőgős

Zentán az 1910-es években működtek ennél nagyobb létszámú zenekarok is. Keceli Mészáros István zenekara 18-22 főből állt. Ekkora tamburazenekar azonban csak nagy bálokon, ünnepekkor lépett fel és általában 2 részre osztva játszottak. A cigányzenekarok felépítése is hasonlóan alakul, és kiegészül még néhány hangszerrel. Egy teljes felállás 9 főből áll.
- Prímás
- Másodprímás
- Terces
- Kontrás
- Brácsás
- Csellós
- Klarinétos
- Cimbalmos
- Bőgős

A tamburazenekarnak kialakult egy hagyományos „ülésrendje” is, ami hasonlít a fúvós- és cigányzenekarokéhoz is. A zenekar előtt áll a prímás. Mögötte a többi prímtamburás, jobb szélen a tercesek, baloldalt vagy mögöttük a basszprímek vagy szárnytamburások, mögöttük a csellósok és szorosan egymás mellett a kontrás és a bőgős. Minden zenekarnak van karnagya, aki általában a prímtamburások közül a legjobb.
A bandák mindig indulóval kezdtek, majd hallgató következett, azután csárdás, és friss. Néha divatos tánczene is bekerült a repertoárba.

### A tamburák szerepe a zenekarban

#### A prímtamburás
A dallamjáték, a tempóvezetés, illetve a vezénylés a feladata. A nyolcad kottákat pendíti, a hosszabb értékeket pedig tremolózza. Minél gyorsabban tremolózza a hangokat, annál jobb tamburásnak tartják. A lassú csárdás negyed-kottapárjait ritmizálja, ahogyan a szöveg megkívánja, a friss csárdásokban pedig a dallamot megcifrázza, díszíti rögtönzésszerűen. Nagyobb zenekarban több prímás is van. Közülük a legjobb, legbiztosabb tudású vállalja a vezetést (karnagy), ő vezényli a zenekart, beintésekkel, mozdulatokkal. Amikor a zenekar táncosokat kísér, akkor az ő feladata a ritmus hozzáigazítása a táncoshoz, vagy táncosokhoz; ez főleg a verbunknál fontos.

#### A tercprímás
A tercprímás is prímtamburán játszik, terc és szext meneteket rögtönöz a dallam alá vagy fölé, vagy együtt halad a prímással.

#### A basszprímes

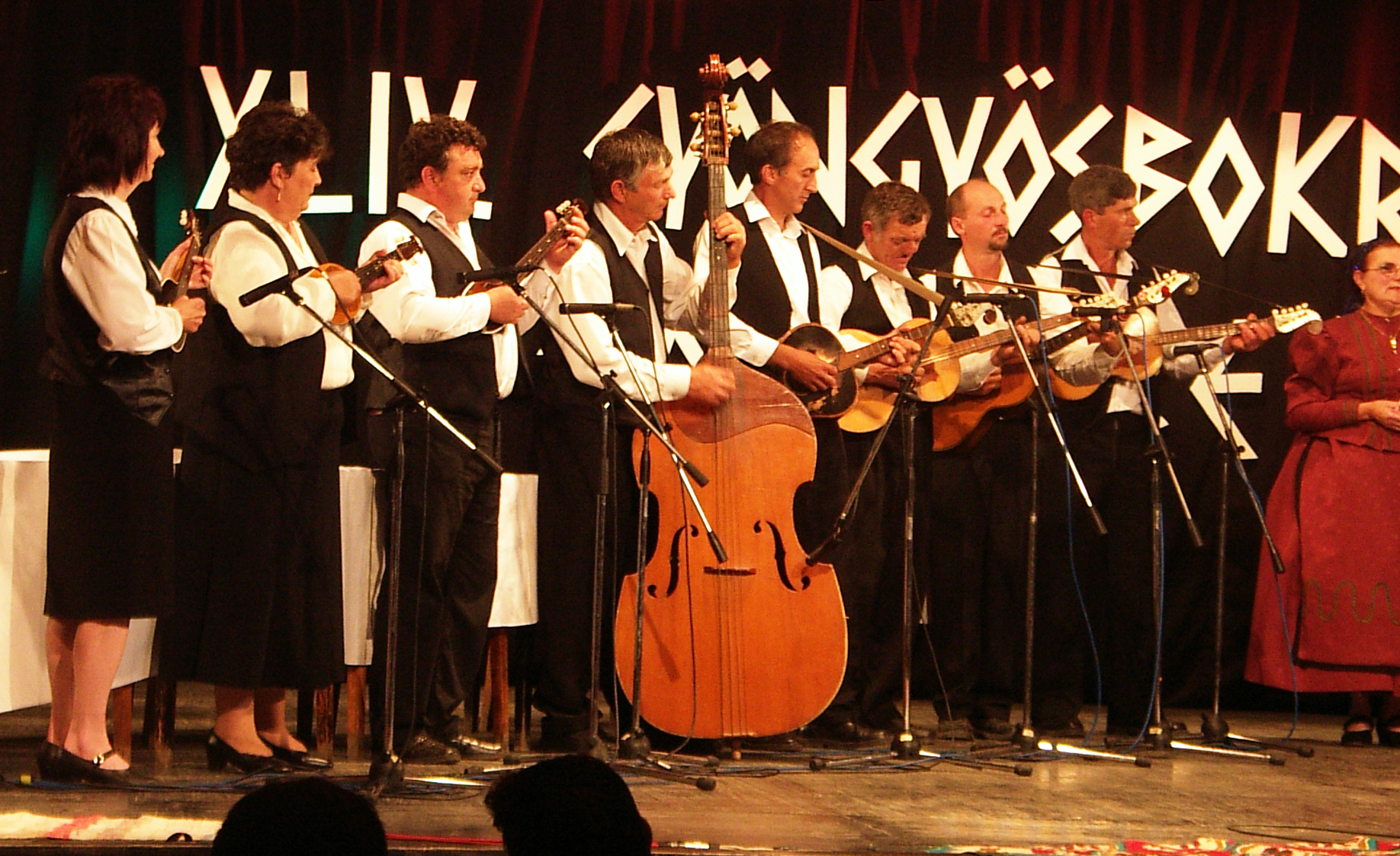
Tamburazenekar, a Durindó Gyöngyösbokrétán

A basszprímes is gyakran a dallamot játssza, de egy oktávval mélyebben. Ha legalább két basszprímes van a zenekarban, szintén ugyanaz a helyzet, mint a prímtamburásoknál - egyikük a tercszólamot játssza. A basszprímesek a tercszólam mellett gyakran ellenszólamokat is játszanak.

#### A csellós
Férfias zengésű, átütő erejű hangját változatosan kiaknázza a jó csellójátékos. Például a hallgató nótában, csárdásban a kísérő akkordok közös hangját tartja, átköt vagy futamokkal tölti meg a hangzást. Előfordul, hogy magas fekvésben rögtönöz kísérőszólamot vagy ellenszólamot, ami jól kicseng az együttesből, majd alászáll a mély regiszterbe s a bőgőnek segít.
Buttyogatásnak neveznek egy olyan sajátságos csellójátékot, amikor 2/4-es tánczenében a csellós fel- és alájár, hullámzik az akkordbontás hangjain, akkordtöréssel kísér folyamatosan.

#### A kontrás
A kontrás feladata a megfelelő ritmus tartása, amivel jó alapot szolgáltat a prímeseknek, illetve az akkordírozás. A kontrás három-négy hangot zendít egyszerre, vagyis hármas - négyes hangzatokat, akkordokat üt. A hallgató nótákban az akkord összes hangját fogja és tremolózza, a 4/4-es csárdásokban minden negyedre üti meg az akkordot, a 2/4-es csárdáskoban pedig a késleltetett nyolcadokra a bőgő után zendíti meg az akkordokat.

#### A bőgős
A tamburabőgős a megfelelő kísérőakkord alaphangját játssza s a megfelelő ritmust tartja. A jó bőgőjátékos nemcsak az akkord alaphangját játssza, hanem az akkordban szereplő összes hangot bontja, illetve a dallam alá a csellójátékoshoz és a basszprímeshez hasonlóan ellenszólamokat rögtönöz. A 4/4-es csárdásokban lever minden negyedre, a 2/4-es dallamokban pedig szintén így játszik, csak erőteljesebben.

## Ismertebb tamburazenekarok
- Bácsbokodi Ifjúsági Zenekar
- Bácska Tamburazenekar
- Bátmonostori Tamburazenekar
- Bátmonostori Família Tamburazenekar
- Biseri Drave Tamburazenekar , Drávasztára
- Csantavéri Mendicus Tamburazenekar
- Dudás István tamburazenekara (Újbezdáni Kubikos Együttes)
- Fertőhomoki Kajkavci Tamburaegyüttes
- Koprive Tamburazenekar
- Kópházi Tamburazenekar
- Magyar Tamburazenekar
- Mohácsi Tamburazenekar
- Pántlika Tamburazenekar, Báta
- Pécsi Miroslav Krleža Horvát iskola tamburazenekara
- Poklade
- Seljinski Tamburasi (sellyei tamburások)
- Šokadija Tamburazenekar
- Söndördő Együttes
- Szalántai Marica K.E. tamburazenekara
- Szárma Tamburazenekar
- Sumartonski Lepi Dečki (Tótszentmártoni tamburazenekar)
- Vujicsics együttes
- Szentpéterfai Tamburazenekar
- Temerini Tízes Banda

## Híres tamburások
- Cveta Sladić - Čiča, vajdasági basszprímás

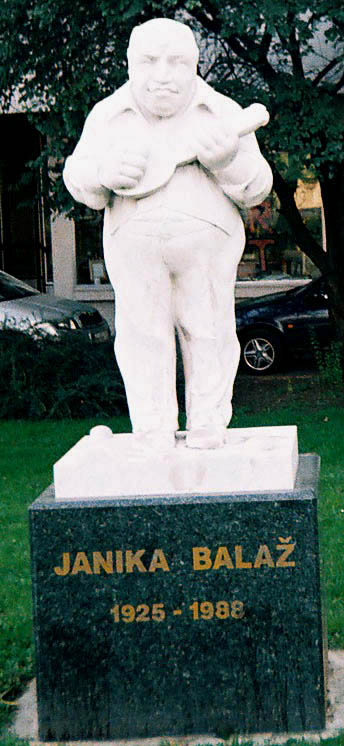
Janika Balaž (Balázs Janika) szobra Újvidéken

- Debella Sándor (kb. 1890–1961), bajai tamburás
- Dudás István, az egyetlen horvátországi (Újbezdán) magyar tamburazenekar vezetője
- Grebenár József - Berci, vajdasági (Zombor) magyar kontrás. A szarajevói rádiózenekarban dolgozott nyugdijáig. Kormányos Istvánnal ők voltak a volt Jugoszlávia két legjobb kontrása.
- Gilyin István (kb. 1880–1914), bajai tamburás
- Joška Kovač (Kovács Jóska), vajdasági magyar basszprímás
- Janika Balaž (Balázs Janika) (Lukácsfalva, 1925. december 23. - 1988. november 12., Újvidék), vajdasági magyar cigány tamburaprímás
- Kárpáti Lajos (1894–1958), bajai tamburás
- Kernya Lajos (1891– ?), bajai tamburás
- Kiss István (Zenta, 1900–1963, Baja), bajai tamburás
- Kormányos István, (Stevan Kormanjoš - Pišta) vajdasági magyar kontrás
- Kovács János „Köles”, bogyiszlói prímtamburás
- Lakatos József, kávéházi tamburazenekar vezető Bezdánban
- Megyeri János, dávodi kontrás
- Momčilo Nikolić, vajdasági csellós
- Oláh József, paszabi tamburás (Parno Graszt)
- Pajo Kolarić, az első horvát tamburazenekar létrehozója
- id. Peti Kovács István, mohácsi tamburaprímás
- id. Petrovác Antal (1872–1928), bajai tamburás, zenekara a millenniumi világkiállításonon, később pedig Kassán II. Rákóczi Ferenc újratemetésének gyászmenetében is zenélt
- Petrovác Béla (1862–1915), a legrégebbi ismert bajai tamburás
- Rorbek János (1887–1947), bajai tamburás
- Vanicsák-Vermes István (kb. 1890–1940), bajai tamburás
- Varga Mihály, dávodi prímtamburás
- Versendi Kovács József, mohácsi tamburaprímás
- Zlatoje Pajčić, vajdasági tamburaprímás
- Zvonko Bogdan, vajdasági tamburás, énekes

## Tamburakészítők

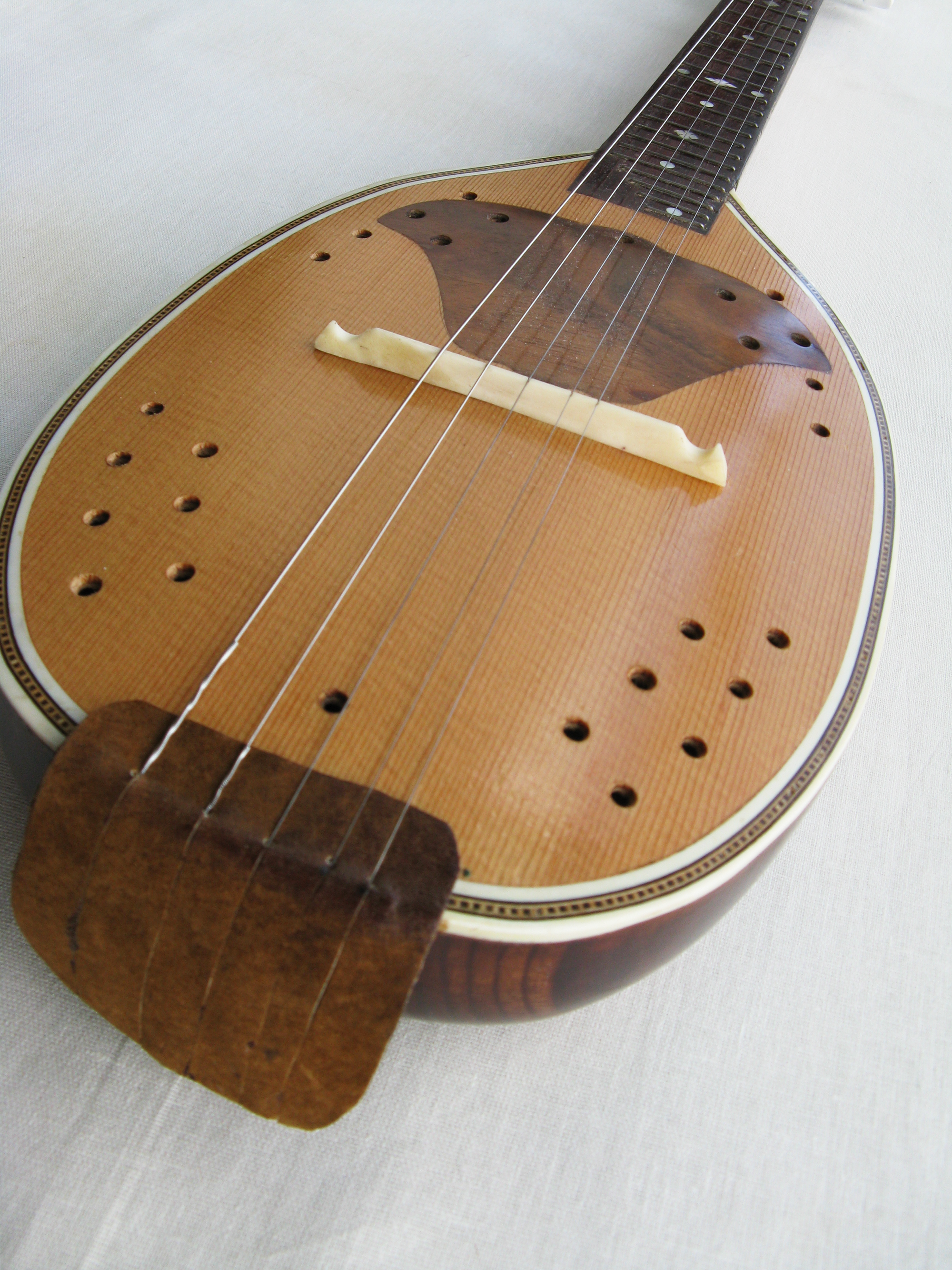
Dušan Brankov-féle prímtabura

- Adam Gutvajn, újvidéki mester
- Bocán Lajos, zentai mester, „a négyhúros tamburák első hivatalos és legnevesebb gyártója Délvidéken”
- Dušan Brankov, nagykikindai tamburakészítő mester
- Feigl József, bajai hangszerkészítő mester
- Goran Pejaković óbecsei tamburakészítő, többek között Bocán mesternél is tanult
- Gordán József
- Kernya Lajos, bajai hangszerkészítő parasztember
- Korhecz János, az újvidéki rádiónak teljes tamburazenekari összeállítást készített
- Kudlik Béla, szabadkai mester
- Marinko Katulić, horvát tamburakészítő
- Petrőczi-Petrovácz Antal, bajai hangszerkészítő
- Raffai Nándor, újvidéki mester
- Sári Ferenc
- Scheib János Mátyás (1870–1950), bajai hangszerkészítő asztalosmester
- Stjepan M. Gilg
- Stevan S. Beli, újvidéki mester
- Szabó Gyula, bajai húrkészítő
- Torma János, újvidéki mester
- Tóth János hegedűkészítő mester, a modern tamburák megalkotóinak egyike
- Umhoffer János, hangszerkészítő kisiparos – tamburabőgőket készített a bajai és környékbeli tamburások számára
- Szénási Gábor, tamburakészítő, egyedi, elektromos tamburák készítése (Magyarország-Tura)

## Hangpéldák
- Prímtamburajáték „Szép a tarka disznó farka karikás karikás” (Ugrós)[halott link]
- Mezőföldi lassú és friss csárdás, mezőföldi hallgató, lassú és friss csárdás
- Bogyiszlói csárdások
- Mohácsi cigány tamburazenekar 1975-ös felvétele
- Ugrós, lassú és friss csárdás - Bátmonostor[10]
- „Aki leány akar lenni” (friss csárdás) - Bogyiszló[10]
- Lassú csárdás - Dávod[10]
- „Hol jártál az éjjel cinegemadár” (ugrós) - Szentlászló[10]
- Vajdasági horvát tamburazene (Šokačko kolo)
- A Marica Kulturális Egyesület honlapja
- Janika Balázs
- A lánycsóki és az újbezdáni egyesített tamburazenekar
- Érsekcsanádi lakodalmas

## Illusztráció

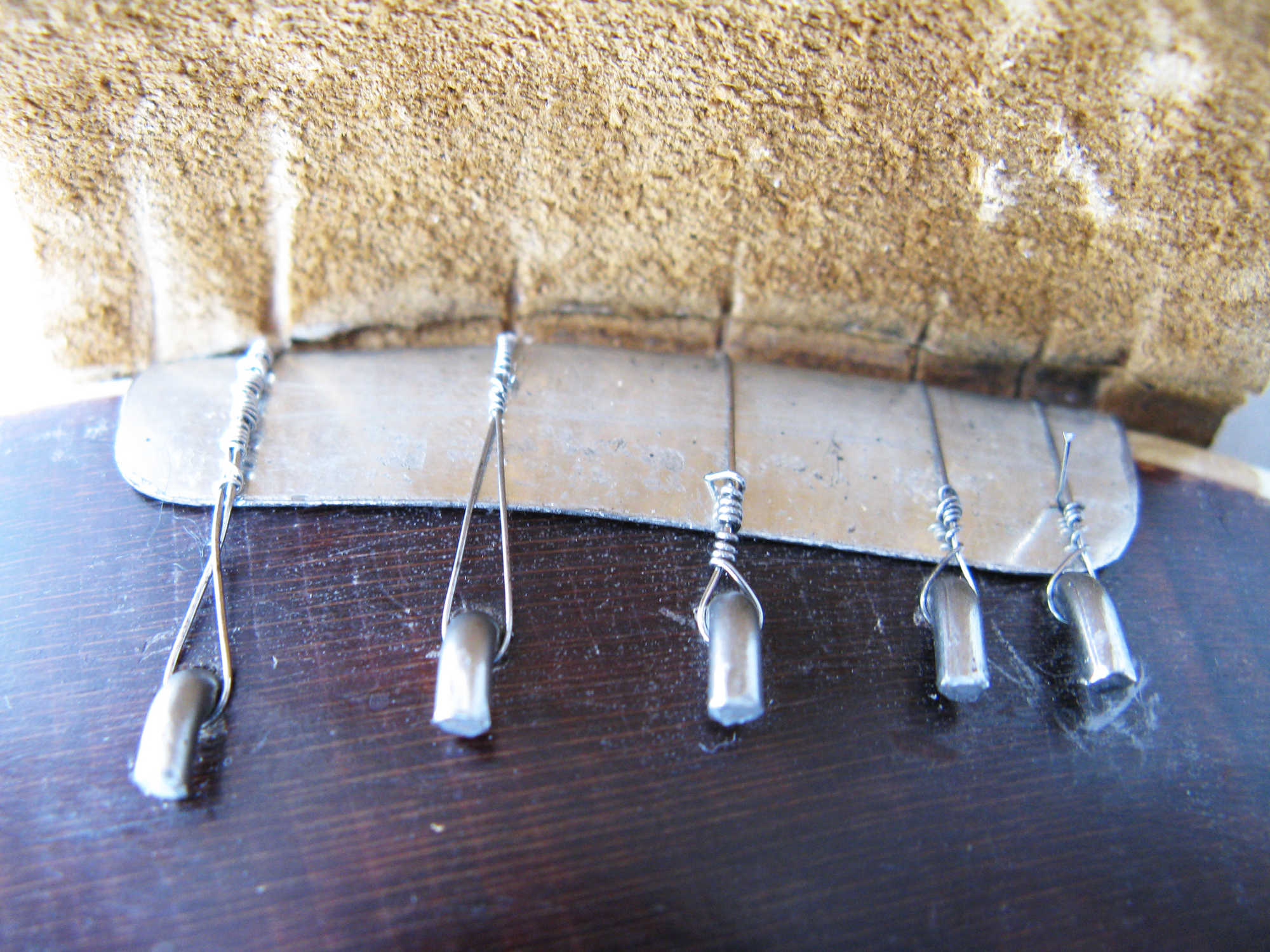
A tambura alján elhelyezkedő húrtartó vas, amit egy bőr leffentyű takar
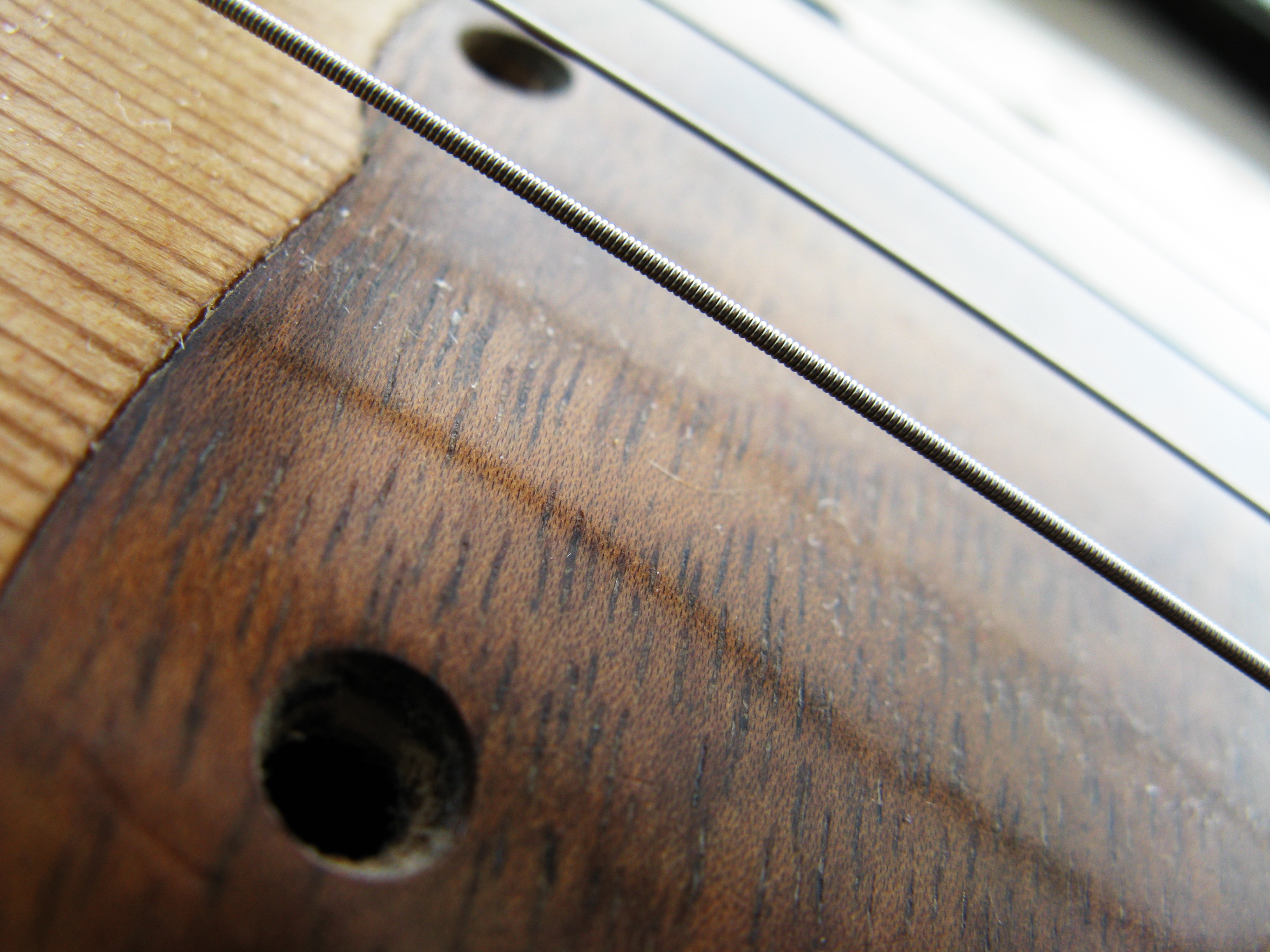
Intarzia (faberakás) a tambura fedőlapján
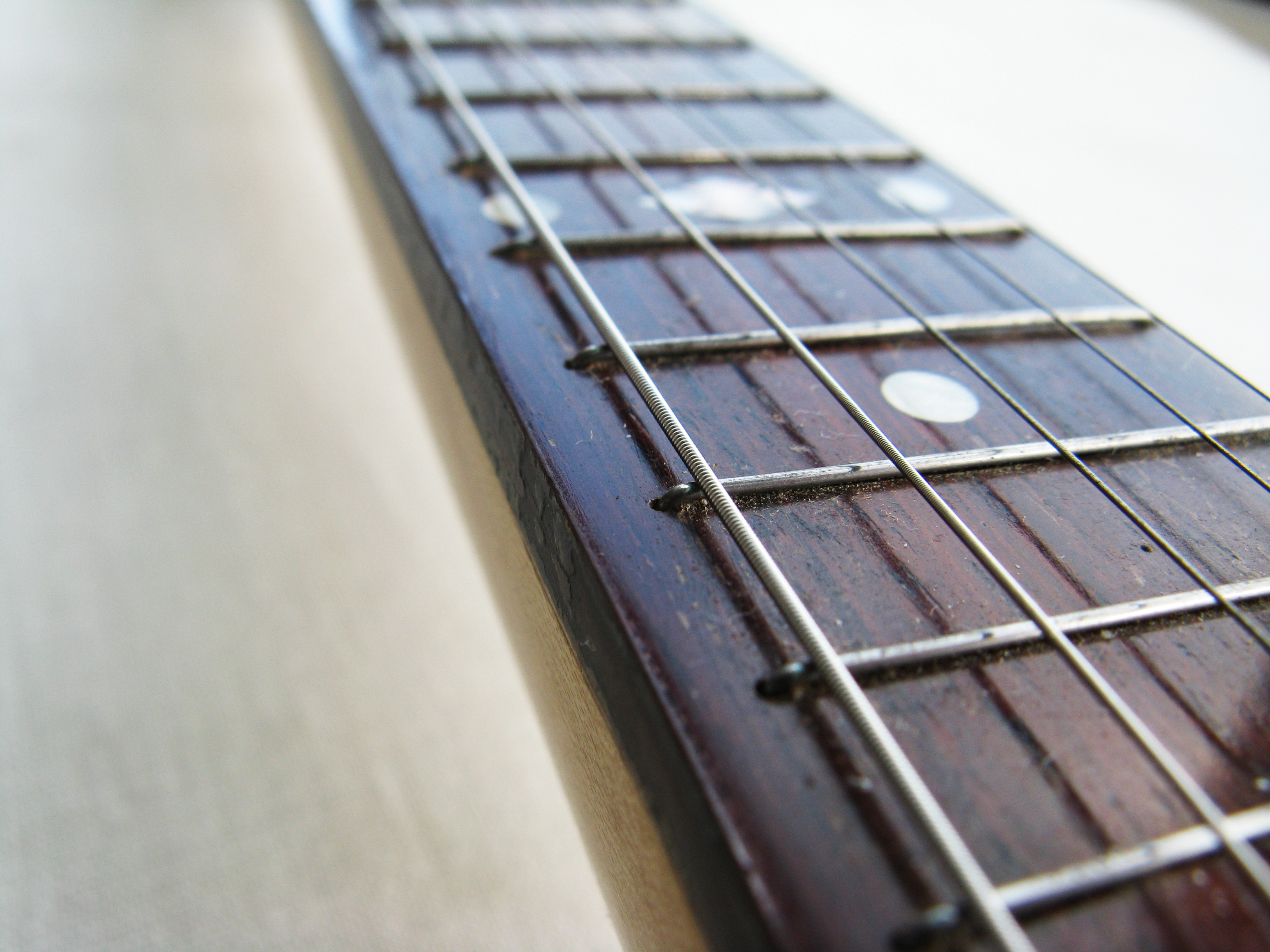
A fogólap, rajta a szamárvezetővel
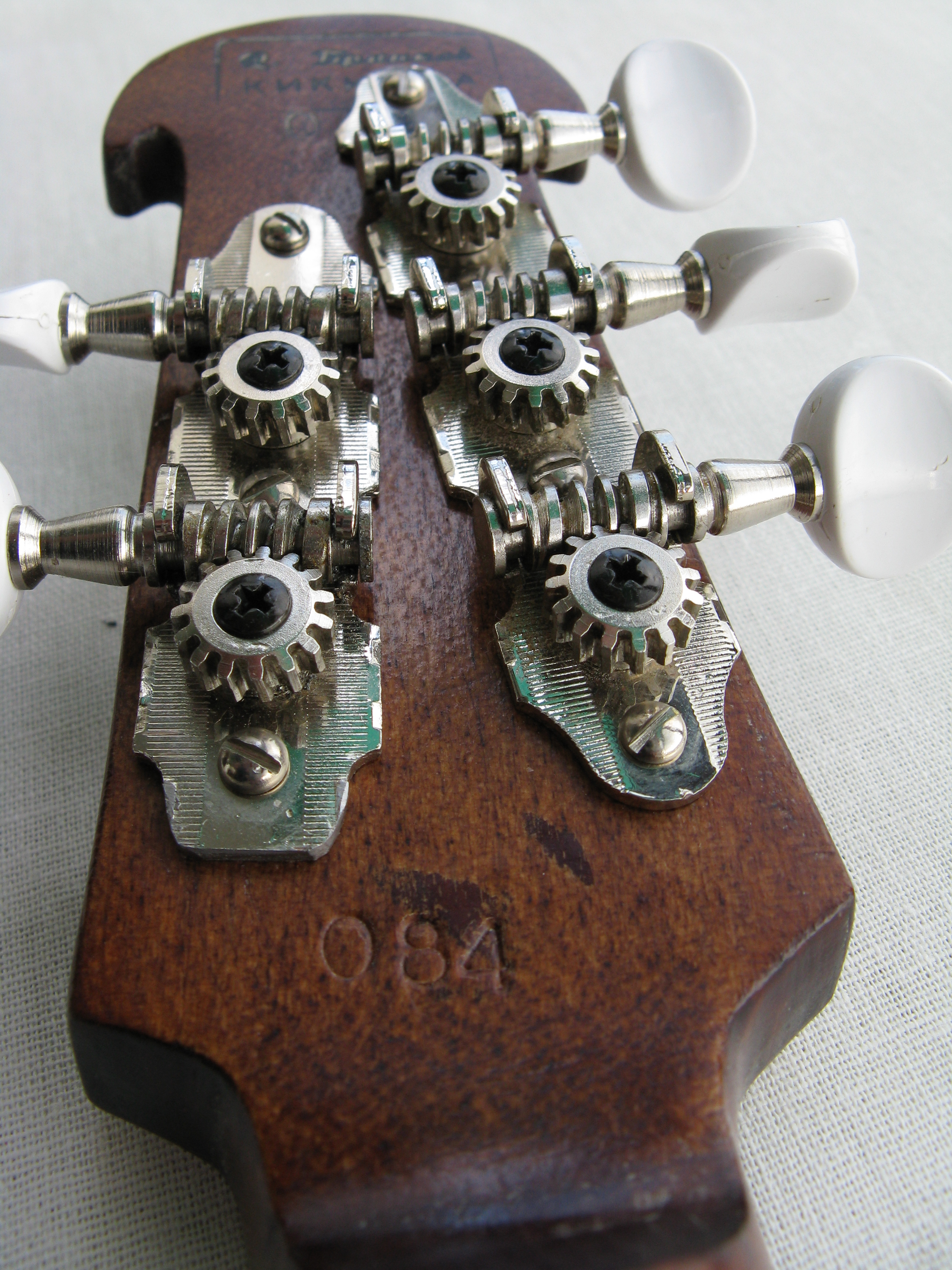
A tambura fején elhelyezkedő kulcsok